# Шалвињак
Шалвињак (фр. Chalvignac) насеље је и општина у централној Француској у региону Оверња, у департману Кантал која припада префектури Морјак.
По подацима из 2011. године у општини је живело 439 становника, а густина насељености је износила 12,23 становника/km². Општина се простире на површини од 35,89 km². Налази се на средњој надморској висини од 375 метара (максималној 692 m, а минималној 259 m).

## Демографија
| 1962. | 1968. | 1975. | 1982. | 1990. | 1999. | 2011. |
| ----- | ----- | ----- | ----- | ----- | ----- | ----- |
| 682   | 818   | 610   | 580   | 525   | 497   | 439   |

График промене броја становника у току последњих година